# Grimes (Alabama)
Grimes é uma cidade  localizada no estado americano do Alabama, no Condado de Dale.

## Demografia
Segundo o censo americano de 2000, a sua população era de 459 habitantes.
Em 2006, foi estimada uma população de 455, um decréscimo de 4 (-0.9%).

## Geografia
De acordo com o United States Census Bureau, a localidade tem uma área de 3,3 km², sem área coberta por água.

## Localidades na vizinhança
O diagrama seguinte representa as localidades num raio de 16 km ao redor de Grimes.